# مترو ووهان
مترو ووهان (انگلیسی: Wuhan Metro) سیستم قطار شهری زیرزمینی در شهر ووهان، هوبئی، چین است.
این مترو که در سال ۲۰۰۴ تأسیس شده دارای ۱۲ خط، ۳۱۲ ایستگاه و ۵۱۸ کیلومتر طول است.

## نگارخانه

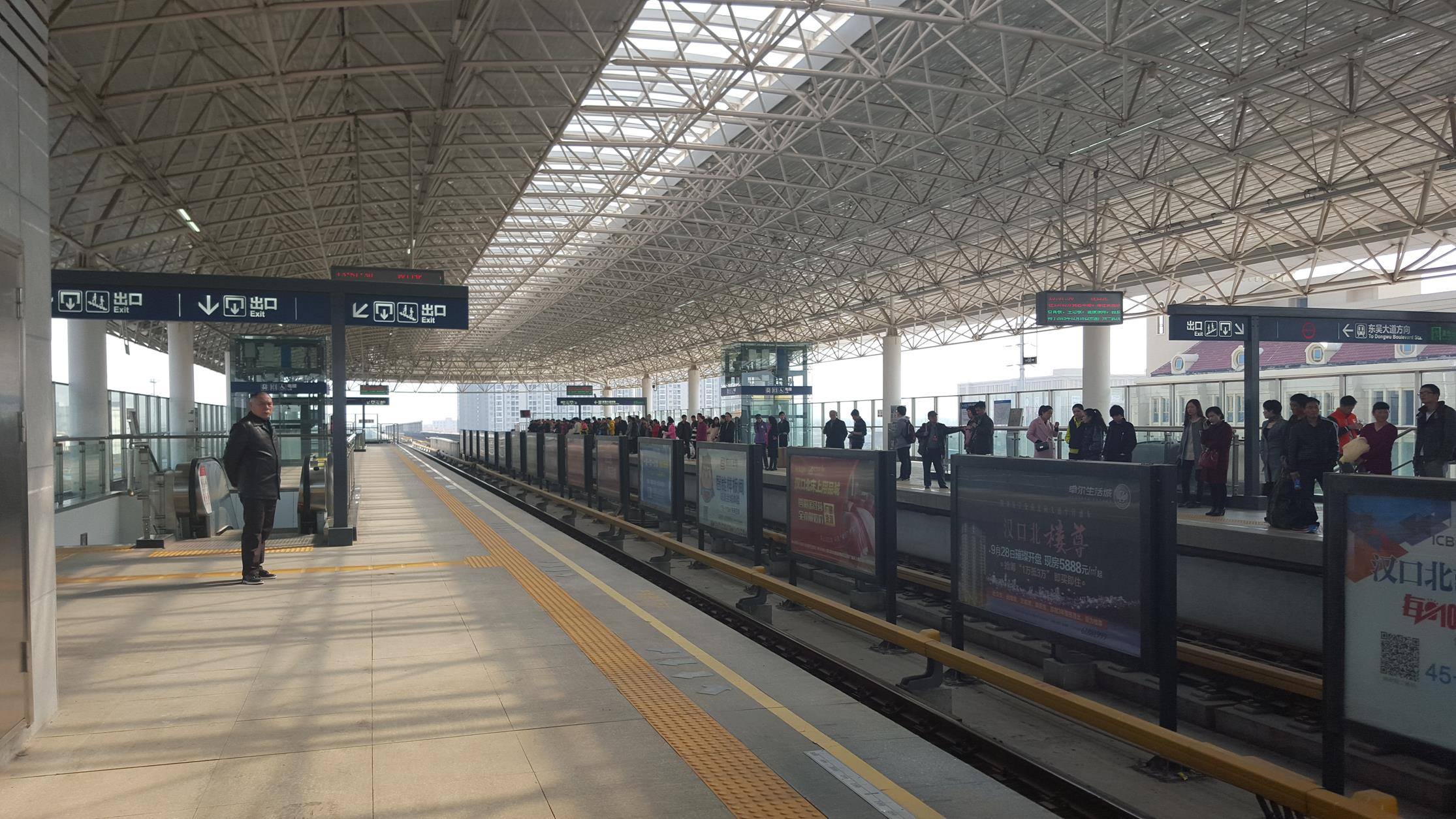
ایستگاه هانکو شمالی در خط ۱
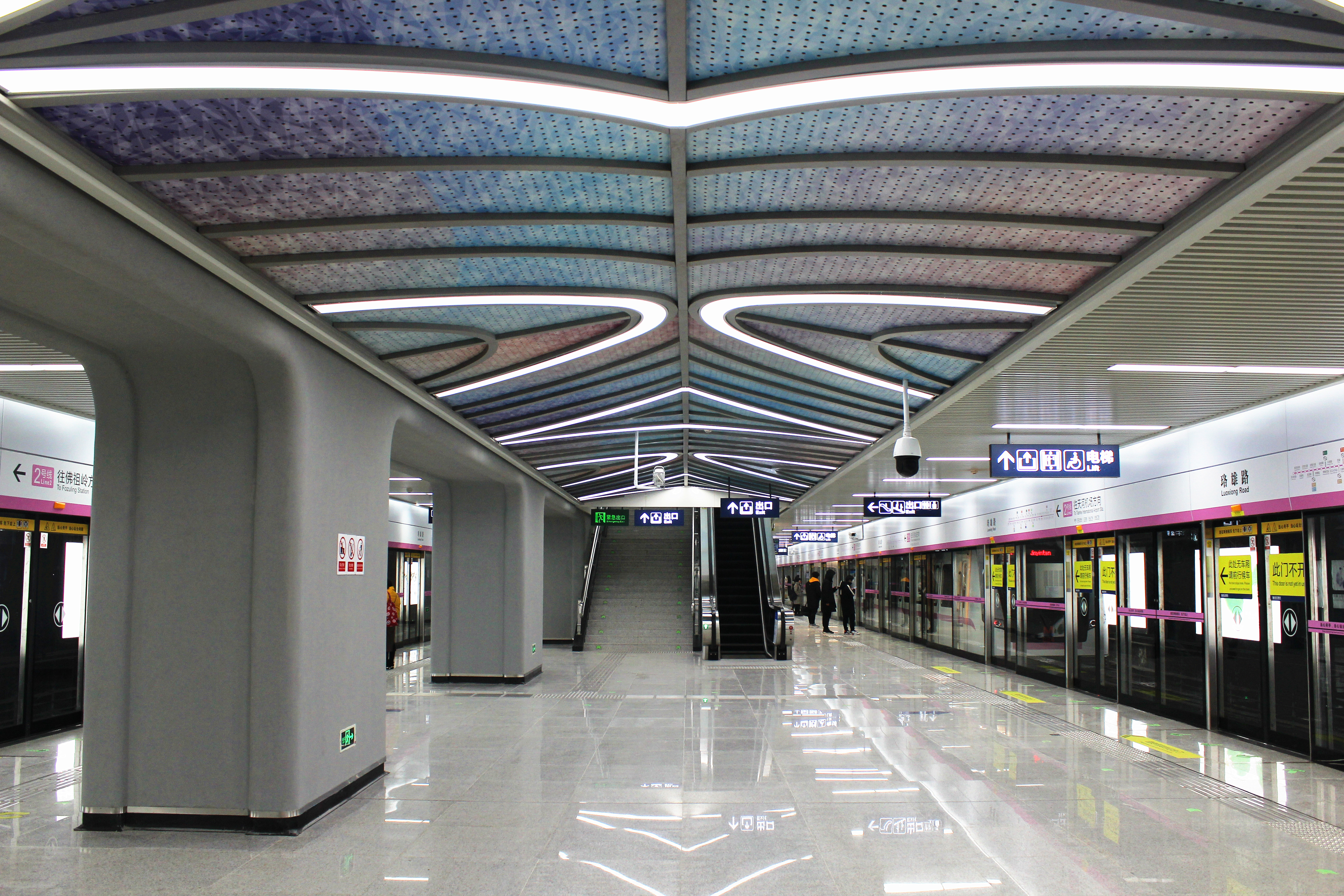
ایستگاه لائوشیونگ رود در خط ۲
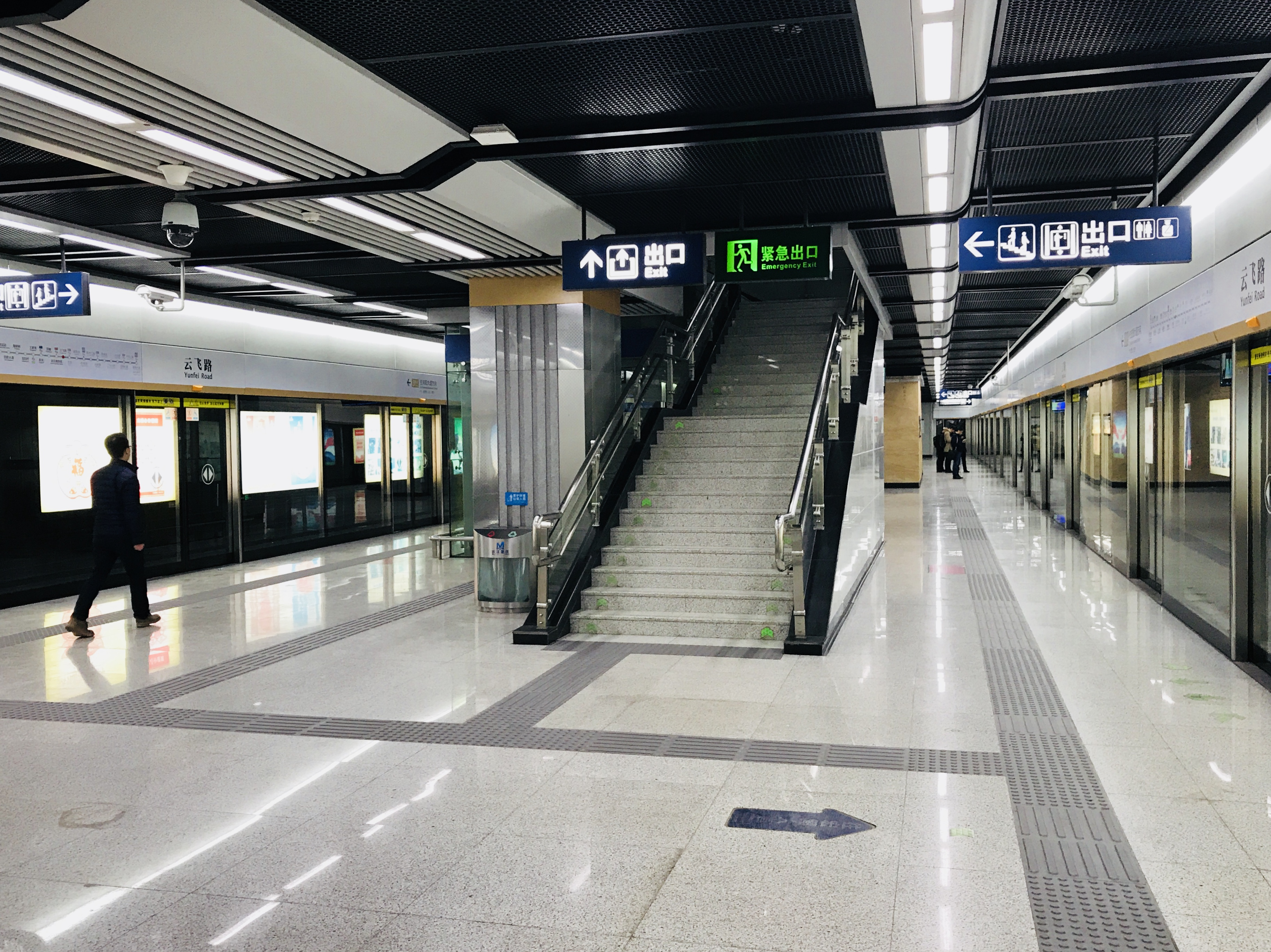
ایستگاه یونفی رود در خط ۳
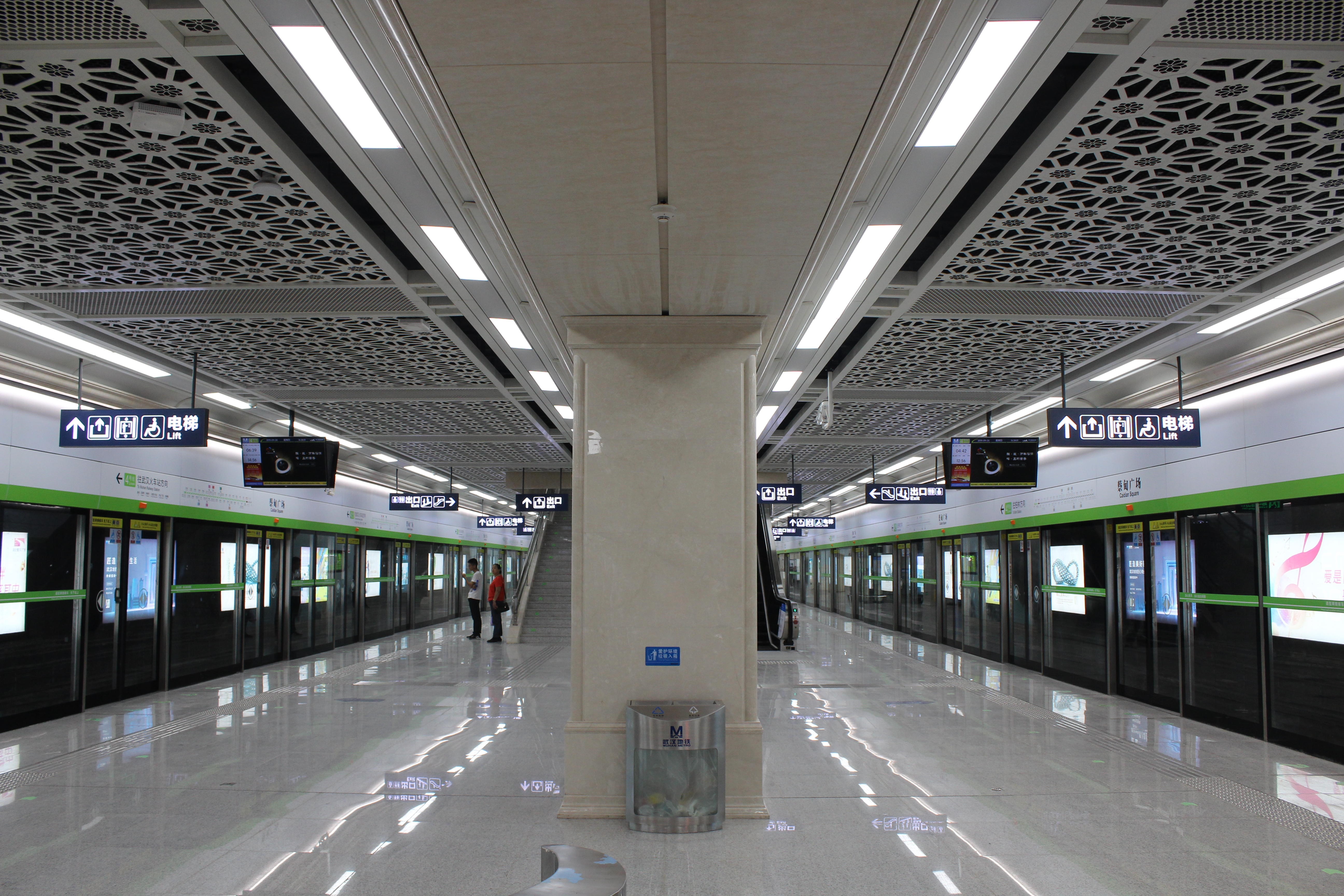
ایستگاه میدان سایدیان در خط ۴
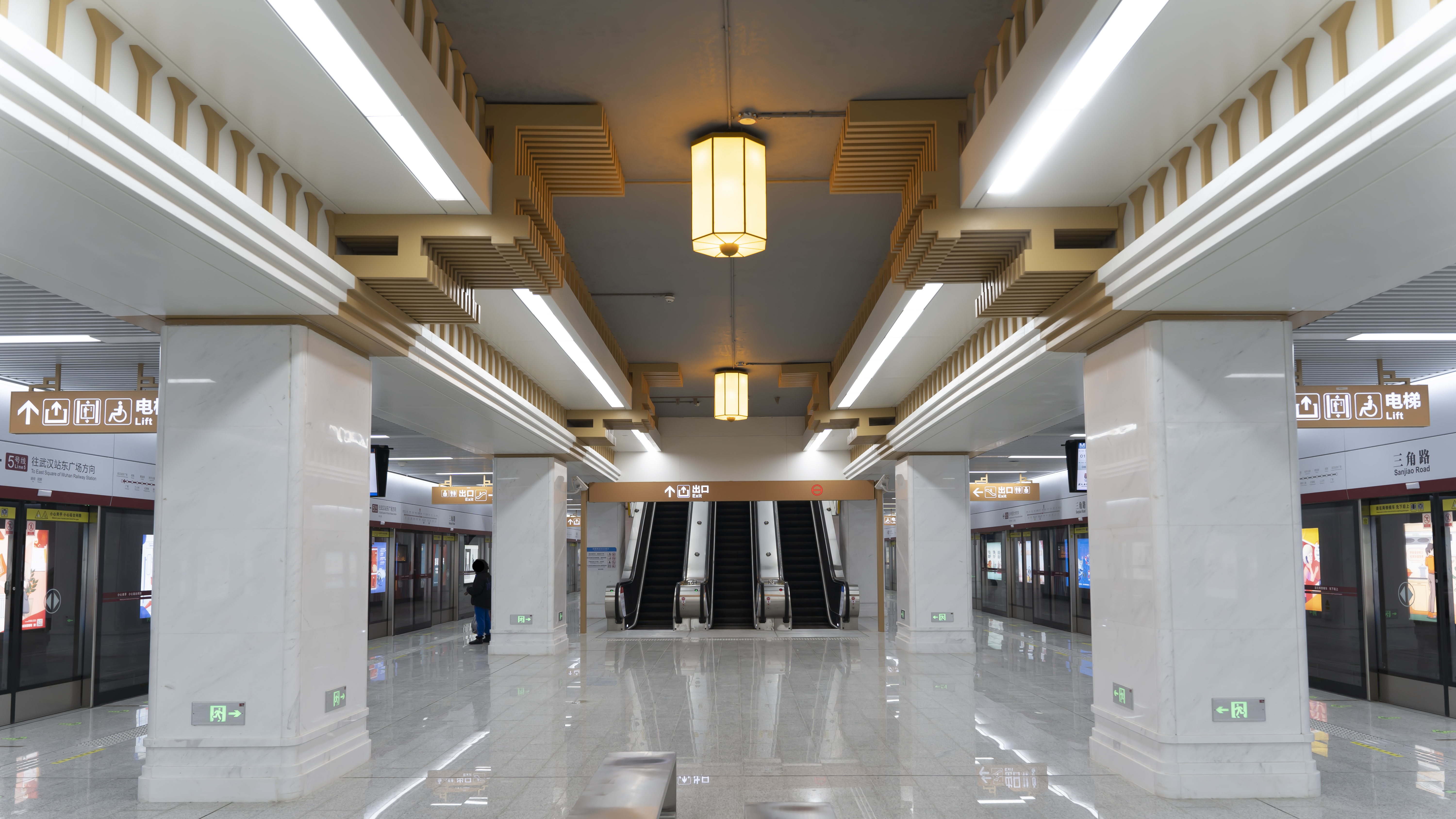
ایستگاه خیابان سانجیائو در خط ۵
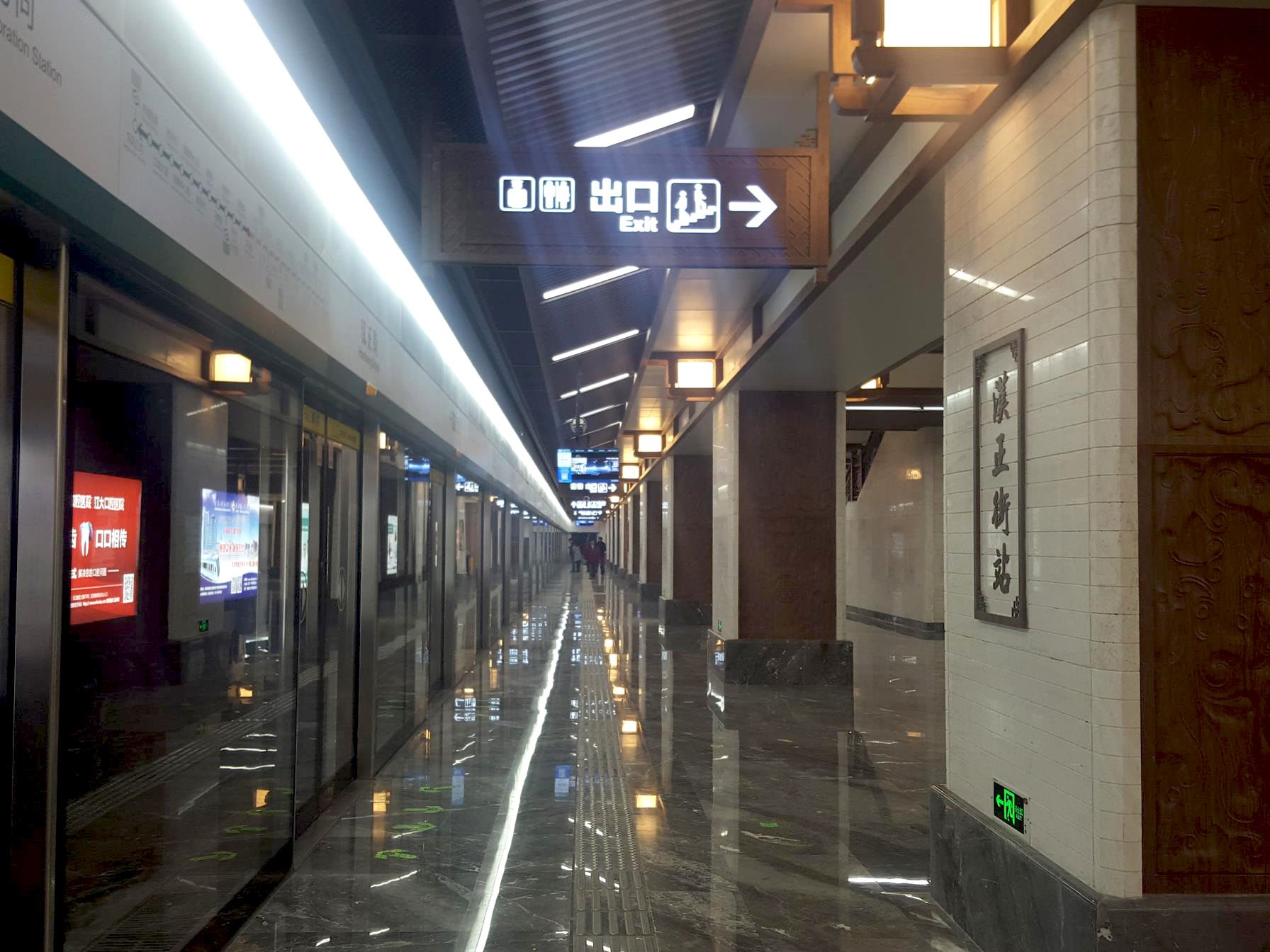
ایستگاه خیابان هانژنگ در خط ۶
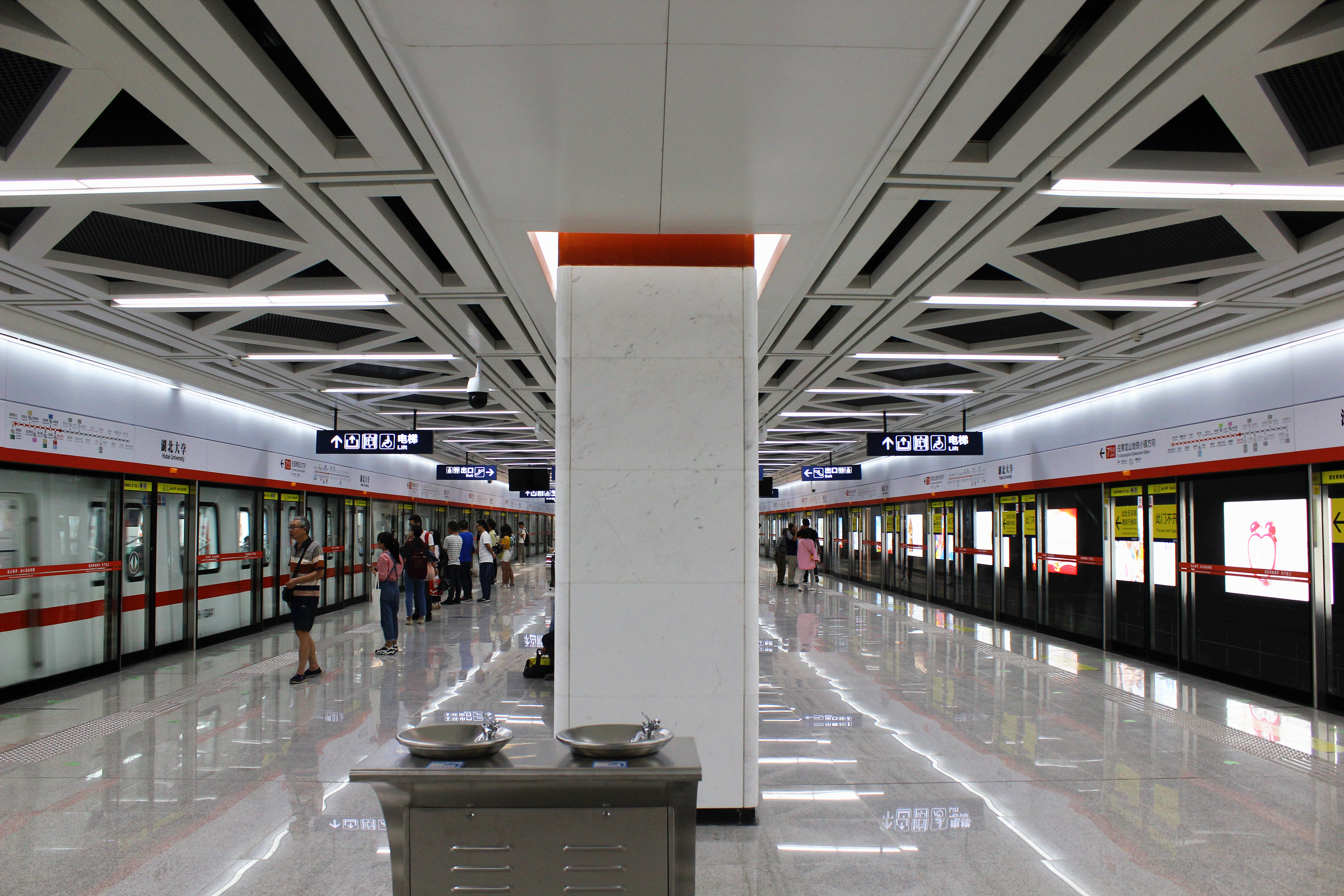
ایستگاه دانشگاه هوبی در خط ۷
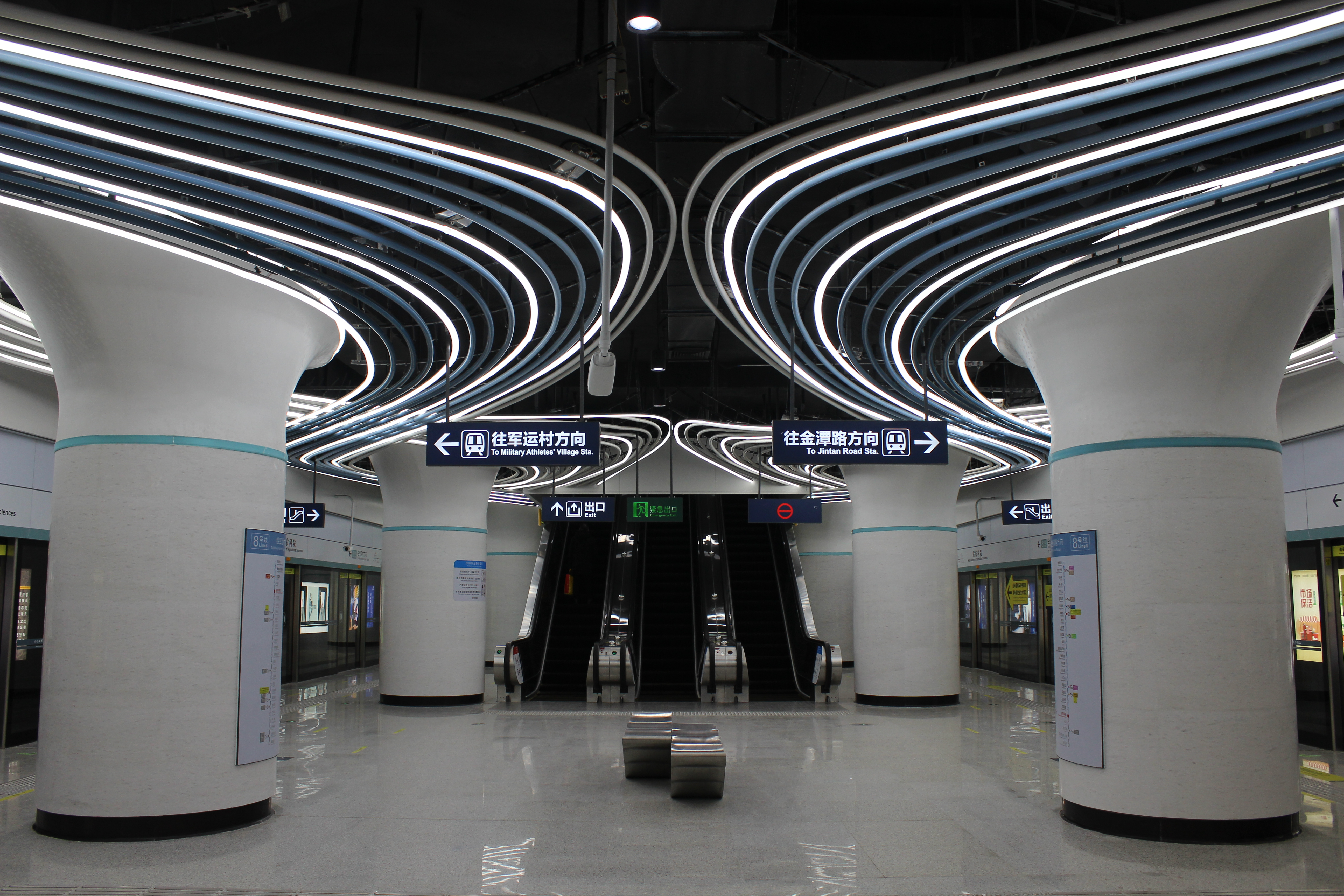
ایستگاه آکادمی علوم کشاورزی هوبی در خط ۸
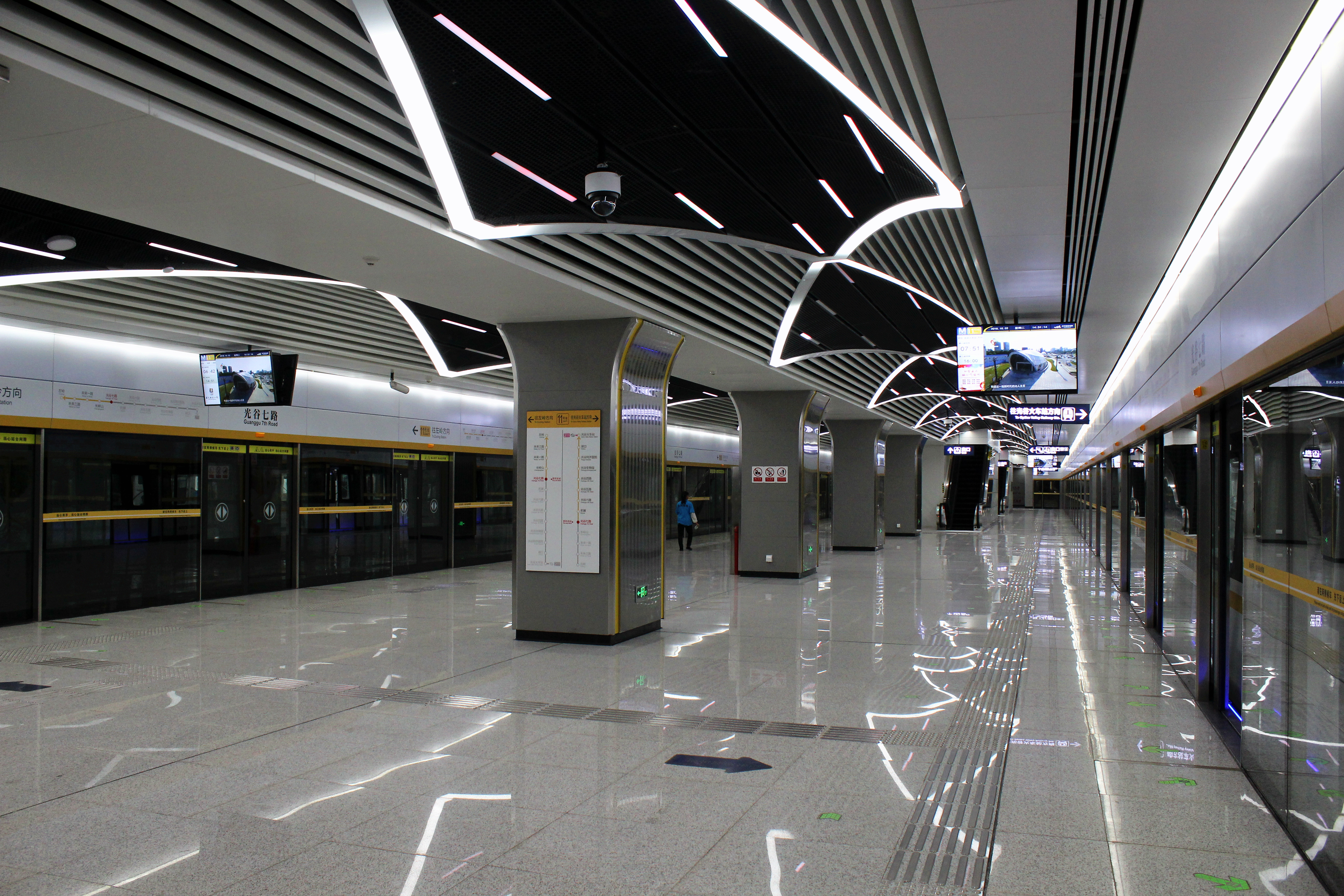
ایستگاه خیابان هفتم گوانگ‌ژو در خط ۱۱
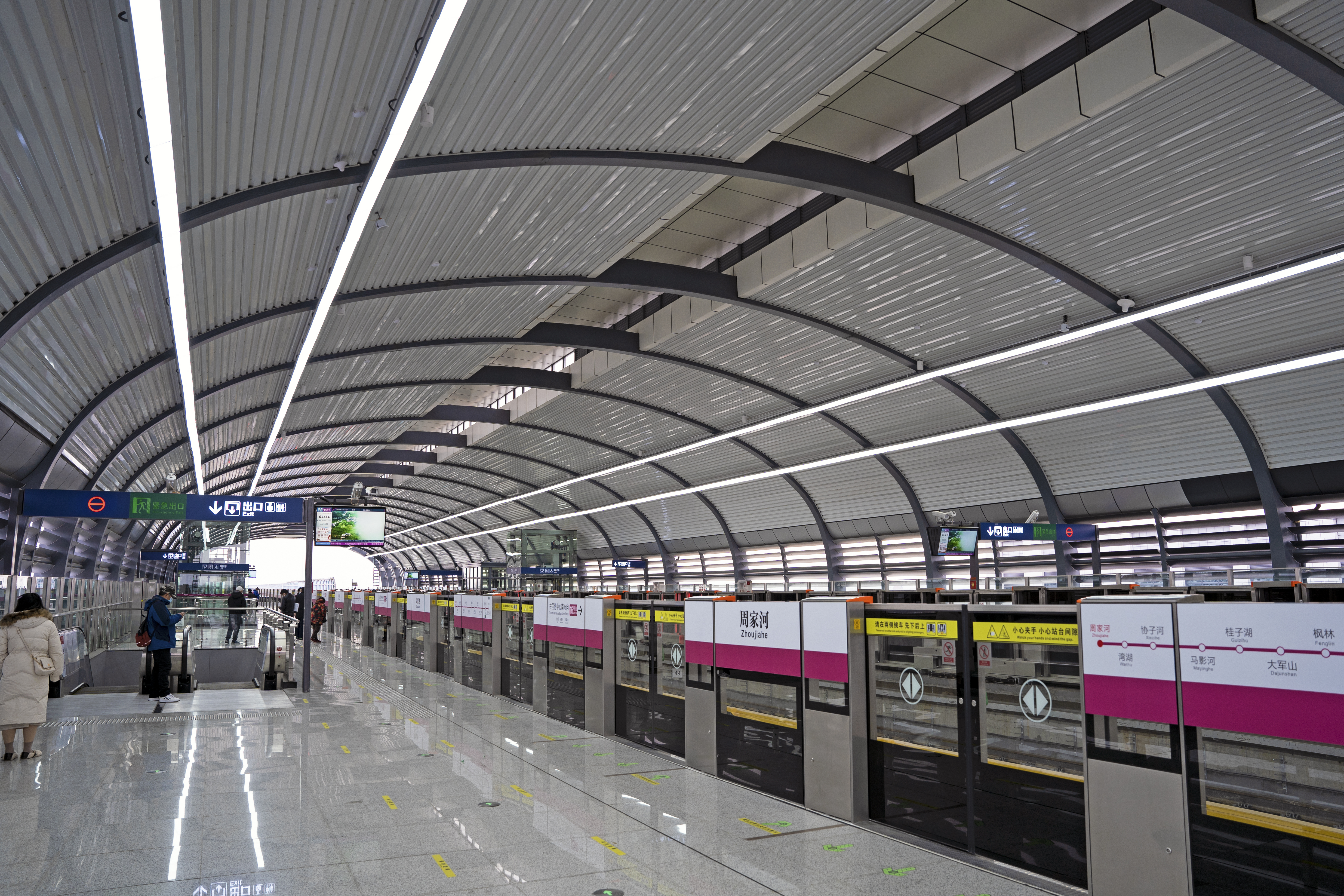
ایستگاه ژوجیاهه در خط ۱۶
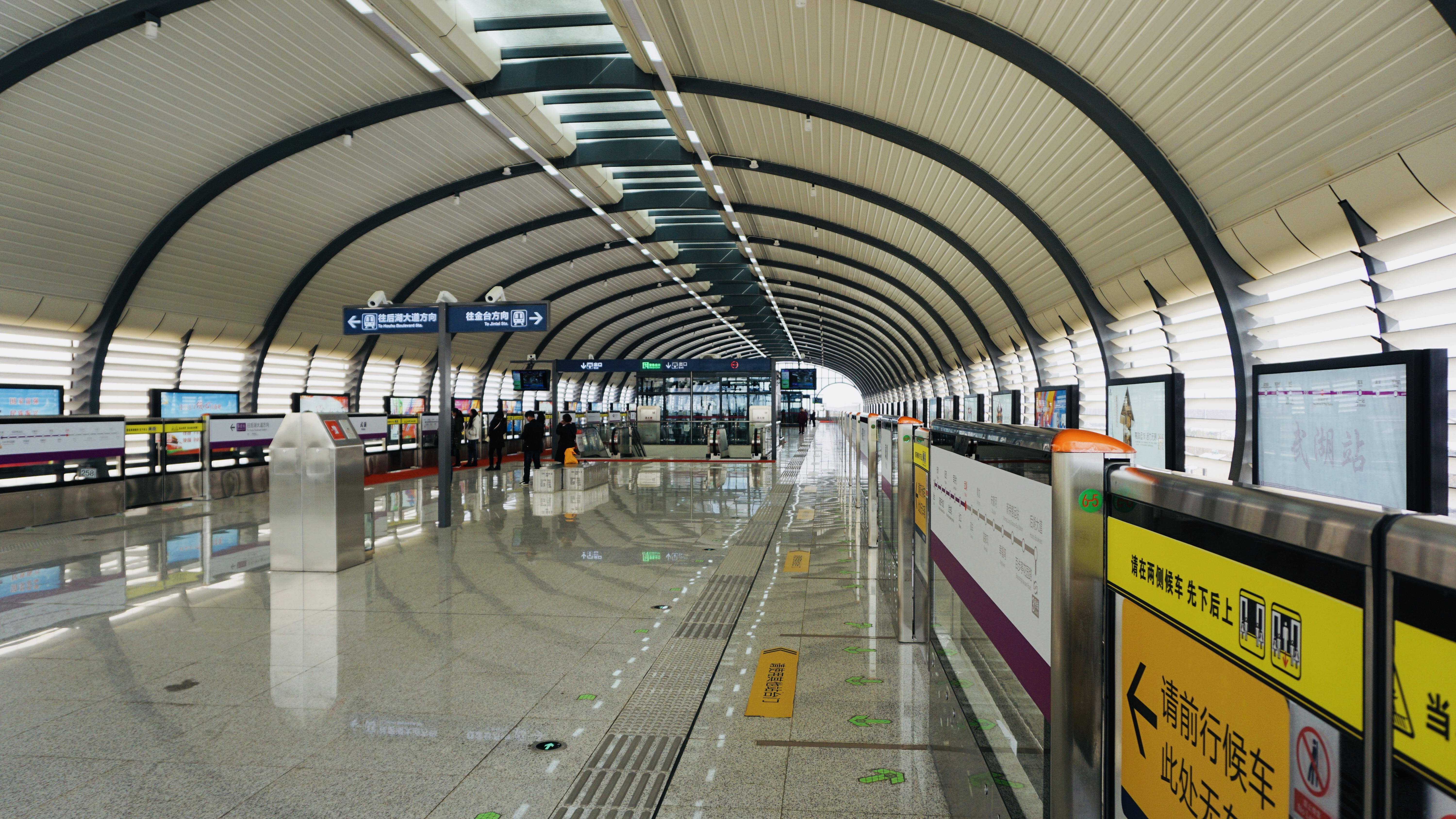
ایستگاه ووهو در خط یانگلو